# Салмон-Крік (Вашингтон)
Салмон-Крік (англ. Salmon Creek) — переписна місцевість (CDP) в США, в окрузі Кларк штату Вашингтон. Населення — 21 293 особи (2020).

## Географія
Салмон-Крік розташований за координатами 45°42′36″ пн. ш. 122°39′48″ зх. д. / 45.71000° пн. ш. 122.66333° зх. д. (45.709917, -122.663205).  За даними Бюро перепису населення США в 2010 році переписна місцевість мала площу 16,44 км², уся площа — суходіл.

## Демографія
Згідно з переписом 2010 року, у переписній місцевості мешкало 19 686 осіб у 7473 домогосподарствах у складі 5359 родин. Густота населення становила 1198 осіб/км².  Було 7848 помешкань (477/км²).
Расовий склад населення:
| - 86,8 % — білих - 4,0 % — азіатів - 1,5 % — чорних або афроамериканців - 0,7 % — корінних американців - 0,6 % — вихідців з тихоокеанських островів - 2,3 % — осіб інших рас |

До двох чи більше рас належало 4,1 %. Частка іспаномовних становила 6,5 % від усіх жителів.
За віковим діапазоном населення розподілялося таким чином: 25,3 % — особи молодші 18 років, 62,2 % — особи у віці 18—64 років, 12,5 % — особи у віці 65 років та старші. Медіана віку мешканця становила 40,0 року. На 100 осіб жіночої статі у переписній місцевості припадало 95,9 чоловіків;  на 100 жінок у віці від 18 років та старших — 93,0 чоловіків також старших 18 років.
Середній дохід на одне домашнє господарство  становив 82 776 доларів США (медіана — 71 314), а середній дохід на одну сім'ю — 92 408 доларів (медіана — 82 413). Медіана доходів становила 68 256 доларів для чоловіків та 47 036 доларів для жінок. За межею бідності перебувало 11,2 % осіб, у тому числі 14,6 % дітей у віці до 18 років та 2,4 % осіб у віці 65 років та старших.
Цивільне працевлаштоване населення становило 9738 осіб. Основні галузі зайнятості: освіта, охорона здоров'я та соціальна допомога — 23,9 %, науковці, спеціалісти, менеджери — 12,7 %, роздрібна торгівля — 10,0 %, виробництво — 9,6 %.